# Груздев, Викторин Сергеевич
Викторин Сергеевич Груздев (24 января [5 февраля] 1866, Кинешма, Российская империя — 7 февраля 1938 Казань, РСФСР, СССР) — русский советский акушер-гинеколог, доктор медицинских наук, профессор, Заслуженный деятель науки РСФСР.

## Биография
Родился 24 января (5 февраля) 1866 года в Кинешме в семье священника Костромской Троицкой церкви Ипатьевского монастыря С. И. Груздева. Учился в Костромском духовном училище и Костромской духовной семинарии, где окончил полный курс. 
Для поступления в Военно-медицинскую академию сдал экстерном в 10-й Санкт-Петербургской гимназии экзамены; с 1886 по 1891 год был студентом академии, окончив её лекарем с отличием. Во время обучения на старших курсах занимался преимущественно в терапевтической клинике профессора В. А. Манасеина и провёл две специальные работы, одна из которых была удостоена конференцией академии золотой медали, а другая — премии С. П. Боткина. Будучи студентом стал постоянным сотрудником издававшегося Манасеиным журнала «Врач».
Был оставлен на три года при академии и поступил в клинику профессора А. И. Лебедева — был сначала ординатором гинекологического отделения, потом заведовал родильным отделением клиники. Одно из его исследований было представлено как докторская диссертация: «Саркома яичников», за которую он в 1894 году получил степень доктора медицины. Затем на два года был отправлен стажироваться в Европе, где занимался в 25 клиниках семи стран.
В 1897 году, вернувшись в клинику А. И. Лебедева, был назначен приват-доцентом академии по акушерству и гинекологии и вскоре занял вакантную должность штатного доцента. Летом 1899 года за свой счёт отправился в Австрию. По возвращении подал документы на участие в конкурсе на кафедру акушерства и женских болезней Казанского университета.
В марте 1900 года был назначен заведующим женским отделением киевского военного госпиталя, в звании младшего врача 125-го пехотного курского полка, но в первый же день своей службы в Киеве получил извещение об избрании его в Казанский университет, получив должность экстраординарного профессора с 20 августа 1900 года. С этого времени деятельность В. С. Груздева была неразрывно связана с Казанью, хотя он планировал оставаться здесь два года, пока в Одессе по его плану строили клинику.
В 1900-х годах В. С. Груздев также читал лекции по акушерству и гинекологии в Родионовском институте благородных девиц, работал главврачом Казанской общины сестёр милосердия Красного Креста. Был редактором научно-популярного журнала «Природа и люди».
Скончался 7 февраля 1938 года в Казани, похоронен на Арском кладбище.

## Научная деятельность
Автор более 100 научных работ и ряда монографий. Составитель одного из лучших руководств по акушерству женских болезней. Применял лучевую терапию для лечения злокачественных новообразований матки. Исследовал этиологию мочеполовой свищей о пороков развития, совместно с Р. Вертом опубликовал исследование о развитии и морфологии маточной мускулатуры у женщин.
Под редакцией и с дополнениями В. С. Груздева были изданы переводы: «Гинекология» Нагеля (СПб., 1900) и «Краткий учебник гинекологии» Кюстнера (СПб., 1900).

## Память
В честь Груздева С. В. была учреждена премия (1915) за лучшие работы в области гинекологии и акушерства в Казанском университете. Его имя уже 80 лет носит роддом-клиника более известная как «Груздевка». В Казани имеем Груздева названы улица и к его 70-летию акушерско-гинекологическая клиника на улице Толстого 4 с 1936 года. В честь 150-летия со дня рождения В. С. Груздева была выпущена книга посвященная его деятельности.
В музей Казанского университета были переданы препарированные мозг, сердце и черепная коробка профессора Груздева, завещанные им на нужды науки.

## Награды
- Орден Святой Анны II и III степени,
- Орден Святого Станислава II степени,
- Орден Святого Владимира IV степени,
- Заслуженный деятель науки РСФСР (1934),
- Медаль «В память царствования императора Александра III»